# Spider-Man (serial animowany 2017)
Spider-Man (oryg. Marvel’s Spider-Man) – amerykański superbohaterski serial animowany z 2017 roku na podstawie serii komiksów o superbohaterze o tym samym pseudonimie wydawnictwa Marvel Comics. W oryginalnej wersji językowej głównym postaciom głosów użyczyli: Robbie Daymond, Max Mittelman, Nancy Linari, Fred Tatasciore, Nadji Jeter, Laura Bailey, Melanie Minichino, Scott Menville, Josh Keaton i Bob Joles.
Spider-Man zadebiutował 19 sierpnia 2017 roku w Stanach Zjednoczonych na antenie Disney XD. Pomiędzy 24 a 29 lipca tego samego roku wyemitowano na tym kanale serię krótkometrażówek. Serial został zakończony po 3 sezonach. Wyemitowano w sumie 64 odcinki, a ostatni wyświetlono 25 października 2020 roku. W Polsce emitowany był od 25 września 2017 do 8 grudnia 2020 roku.

## Obsada
| Polski dubbing |
| - Jakub Gawlik jako Peter Parker / Spider-Man - Karol Osentowski jako Harry Osborn - Joanna Węgrzynowska-Cybińska jako May Parker - Jacek Król jako Max Modell - Maciej Falana jako Miles Morales - Aleksandra Radwan jako Gwen Stacy - Justyna Kowalska jako Anya Corazon - Karol Jankiewicz jako Otto Octavius - Kamil Pruban jako Norman Osborn |

### Główne role
- Robbie Daymond jako Peter Parker / Spider-Man[2]
- Max Mittelman jako Harry Osborn[2]
- Nancy Linari jako May Parker[2]
- Fred Tatasciore jako Max Modell[2] oraz Hulk, Brock Rumlow / Crossbones[3] i Abner Jenkins / Beetle[4]
- Nadji Jeter jako Miles Morales[2]
- Laura Bailey jako Gwen Stacy[2] oraz Crimson Dynamo, Natasha Romanova / Czarna Wdowa[3] i Tully[4]
- Melanie Minichino jako Anya Corazon[2]
- Scott Menville jako Otto Octavius / Doctor Octopus[2] oraz Grady Scraps i Żyjący Mózg[4]
- Josh Keaton jako Norman Osborn oraz John Jameson[3]
- Bob Joles jako J. Jonah Jameson[4]

### Role drugoplanowe
- Patton Oswalt jako Ben Parker[3][2] i Kameleon[4]
- Alistair Duncan jako Adrian Toomes / Sęp[3][2]
- Benjamin Diskin jako Flash Thompson i Spencer Smythe[3]
- Jason Spisak jako Alistair Smythe i Mac Gargan / Skorpion[3]
- John DiMaggio jako Raymond Warren / Szakal[3][2]
- Yuri Lowenthal jako Curt Connors / Jaszczur i Clayton Cole / Clash[3]
- Grey DeLisle jako Felicia Hardy / Czarny Kot[3], Monica Rappaccini[4] i Carol Danvers / Kapitan Marvel[5]
- Matthew Mercer jako Aleksei Sytsevich / Nosorożec[3]
- Jim Cummings jako Hammerhead i Duch[3]
- Mick Wingert jako Iron Man / Tony Stark[3] i Nie-Tony[5]
- Aaron Abrams jako Phineas Mason / Tinkerer[4]
- Ogie Banks jako Barkley Blitz[4]
- Roger Craig Smith jako Steve Rogers / Kapitan Ameryka[4]
- Kathreen Khavari jako Kamala Khan / Ms. Marvel} i Shannon Stillwell[4]
- Ben Pronsky jako Eddie Brock / Venom[4]
- Sumalee Montano jako Yuri Watanabe[4]
- Katrina Kemp jako Anna Maria Marconi[4]

### Role gościnne
- Natalie Lander jako Liz Allan[3]
- Zeno Robinson jako Randy Robertson[3]
- Cameron Boyce jako Herman Schultz / Shocker[3]
- Sofia Carson jako Keemia Alvarado / Sand Girl[3]
- Travis Willingham jako Flint Marko / Sandman[3] i Thor[5]
- Alex Désert jako Jefferson Davis[3]
- Troy Baker jako Kraven Łowca[3]
- Kevin Shinick jako Bruce Banner[3]
- Joe Quesada jako Joe Q.[3][2]
- Gregg Berger jako Carl Creel / Absorbing Man[3]
- Ernie Hudson jako Robbie Robertson[3]
- Mark Hamill jako Arnim Zola[3]
- April Stewart jako Silver Sable[4]
- Kari Wahlgren jako Carolyn Trainer / Lady Octopus[4]
- Nathaniel J. Potvin jako Hobie Brown / Prowler[4]
- Nolan North jako Silvermane[4]
- Daisy Lightfoot jako Electro[4]
- Charlie Adler jako M.O.D.O.K.[4]
- Aubrey Joseph jako Tyrone Johnson / Płaszcz[4][6]
- Olivia Holt jako Tandy Bowen / Sztylet[4][6]
- Jonathan Brooks jako Tiberius Stone[4]
- Imari Williams jako Augustus Roman[4]
- Eric Bauza jako Mr. Negative[5]
- Sofia Wylie jako Riri Williams / Ironheart[5]
- Ki Hong Lee jako Amadeus Cho[5]
- Will Friedle jako Peter Quill / Star-Lord[5]
- Connor Andrade jako Groot[5]
- Liam O’Brien jako Stephen Strange / Doktor Strange[5]
- Leonard Roberts jako Baron Mordo[5]
- Peter Giles jako Marc Spector / Moon Knight[5]
- Felicia Day jako Mary Jane Watson[5]
- Valenzia Algarin jako Maria Corazon / Tarantula[5]

## Emisja
Pierwszy sezon serialu Spider-Man, składający się z 26 odcinków, zadebiutował 19 sierpnia 2017 roku w Stanach Zjednoczonych na antenie Disney XD począwszy od dwuodcinkowego Liceum Horizon (oryg. Horizon High). Pomiędzy 24 a 29 lipca tego samego roku wyemitowano na tym kanale serię krótkometrażówek, które również udostępnione były w serwisie YouTube. 9 września zostały wyświetlone ponownie, tym razem jako jeden odcinek, zatytułowany Początki (oryg. Origins). 26 marca 2018 roku pojawił się ostatni odcinek pierwszego sezonu. Drugi sezon, składający się również z 26 odcinków, emitowany był od 18 czerwca 2018 do 1 grudnia 2019 roku. Natomiast trzeci sezon, skrócony do 12 odcinków, zatytułowany Maksimum Venoma (oryg. Maximum Venom) pojawił się pomiędzy 19 kwietnia a 25 października 2020 roku.
W Polsce emisja serialu rozpoczęła się 25 września 2017 roku na antenie Disney XD od odcinka Początki będącego kompilacją krótkometrażówek. Ostatni odcinek trzeciego sezonu pokazano 8 grudnia 2020 roku.

### Przegląd sezonów
| Sezon            | Sezon | Odcinki | Premiera sezonu (Stany Zjednoczone) | Finał sezonu (Stany Zjednoczone) | Premiera sezonu (Polska) | Finał sezonu (Polska) |
| ---------------- | ----- | ------- | ----------------------------------- | -------------------------------- | ------------------------ | --------------------- |
|                  | 1     | 26      | 19 sierpnia 2017                    | 18 lutego 2018                   | 25 września 2017         | 26 marca 2018         |
|                  | 2     | 26      | 18 czerwca 2018                     | 1 grudnia 2019                   | 10 listopada 2018        | 20 stycznia 2020      |
|                  | 3     | 12      | 19 kwietnia 2020                    | 25 października 2020             | 23 listopada 2020        | 8 grudnia 2020        |
| Krótkometrażówki |       |         |                                     |                                  |                          |                       |
|                  | 1     | 6       | 24 lipca 2017                       | 29 lipca 2017                    | nieemitowane             | nieemitowane          |

## Lista odcinków

### Sezon 1 (2017–2018)
| №  | Nr | Tytuł                       | Tytuł polski                     | Reżyseria       | Scenariusz                   | Premiera (Disney XD) | Premiera w Polsce (Disney XD) |
| -- | -- | --------------------------- | -------------------------------- | --------------- | ---------------------------- | -------------------- | ----------------------------- |
| 1  | 1  | Origins                     | Początki                         | Dan Duncan      | Kevin Shinick                | 9 września 2017      | 25 września 2017              |
| 2  | 2  | Horizon High, Part 1        | Liceum Horizon: cz. 1            | Philip Pignotti | Kevin Shinick                | 19 sierpnia 2017     | 26 września 2017              |
| 3  | 3  | Horizon High, Part 2        | Liceum Horizon: cz. 2            | Philip Pignotti | Kevin Shinick                | 19 sierpnia 2017     | 27 września 2017              |
| 4  | 4  | Osborn Academy              | Akademia Osborna                 | Sol Choi        | Kevin Shinick                | 26 sierpnia 2017     | 28 września 2017              |
| 5  | 5  | A Day in the Life           | Dzień jak co dzień               | Dan Duncan      | Mike Fasolo                  | 2 września 2017      | 29 września 2017              |
| 6  | 6  | Party Animals               | Imprezowe bestie                 | Dan Duncan      | Sterling Gates               | 2 września 2017      | 2 października 2017           |
| 7  | 7  | Sandman                     | Sandman                          | Sol Choi        | J.T. Krul                    | 16 września 2017     | 3 października 2017           |
| 8  | 8  | Symbiotic Relationship      | Relacja symbiotyczna             | Sol Choi        | Kevin Burke, Chris Wyatt     | 16 września 2017     | 4 października 2017           |
| 9  | 9  | Stark Expo                  | Stark Expo                       | Dan Duncan      | Kevin Shinick                | 16 września 2017     | 5 października 2017           |
| 10 | 10 | Ultimate Spider-Man         | Mega Spider-Man                  | Dan Duncan      | Kevin Shinick                | 23 września 2017     | 27 listopada 2017             |
| 11 | 11 | Kraven’s Amazing Hunt       | Niesamowite łowy Kravena         | Sol Choi        | Chris Cox, Kevin Shinick     | 30 września 2017     | 28 listopada 2017             |
| 12 | 12 | Halloween Moon              | Halloweenowy księżyc             | Dan Duncan      | Kevin Burke, Chris Wyatt     | 7 października 2017  | 6 października 2017           |
| 13 | 13 | Spider-Man on Ice           | Spider-Man na lodzie             | Sol Choi        | Sterling Gates               | 14 października 2017 | 29 listopada 2017             |
| 14 | 14 | Venom                       | Venom                            | Dan Duncan      | Kevin Shinick, Paul Giacoppo | 21 października 2017 | 30 listopada 2017             |
| 15 | 15 | Screwball Live              | Kula u nogi                      | Sol Choi        | Ben Joseph                   | 28 października 2017 | 1 grudnia 2017                |
| 16 | 16 | The Rise of Doc Ock, Part 1 | Macki ośmiornicy, część pierwsza | Sol Choi        | Kevin Burke, Chris Wyatt     | 21 stycznia 2018     | 12 marca 2018                 |
| 17 | 17 | The Rise of Doc Ock, Part 2 | Macki ośmiornicy, część druga    | Dan Duncan      | Mike Fasolo                  | 21 stycznia 2018     | 13 marca 2018                 |
| 18 | 18 | The Rise of Doc Ock, Part 3 | Macki ośmiornicy, część trzecia  | Sol Choi        | Kevin Shinick                | 28 stycznia 2018     | 14 marca 2018                 |
| 19 | 19 | The Rise of Doc Ock, Part 4 | Macki ośmiornicy, część czwarta  | Dan Duncan      | Sterling Gates               | 28 stycznia 2018     | 15 marca 2018                 |
| 20 | 20 | Spider-Island, Part 1       | Pajęcza wyspa, część pierwsza    | Sol Choi        | Chris Cox, Kevin Shinick     | 4 lutego 2018        | 16 marca 2018                 |
| 21 | 21 | Spider-Island, Part 2       | Pajęcza wyspa, część druga       | Dan Duncan      | Kevin Burke, Chris Wyatt     | 4 lutego 2018        | 19 marca 2018                 |
| 22 | 22 | Spider-Island, Part 3       | Pajęcza wyspa, część trzecia     | Sol Choi        | Jacob Semahn                 | 11 lutego 2018       | 20 marca 2018                 |
| 23 | 23 | Spider-Island, Part 4       | Pajęcza wyspa, część czwarta     | Dan Duncan      | Zach Craley                  | 11 lutego 2018       | 21 marca 2018                 |
| 24 | 24 | Spider-Island, Part 5       | Pajęcza wyspa, część piąta       | Sol Choi        | Kevin Shinick                | 11 lutego 2018       | 22 marca 2018                 |
| 25 | 25 | The Hobgoblin, Part 1       | Hobgoblin, część pierwsza        | Dan Duncan      | Kevin Burke, Chris Wyatt     | 18 lutego 2018       | 23 marca 2018                 |
| 26 | 26 | The Hobgoblin, Part 2       | Hobgoblin, część druga           | Sol Choi        | Kevin Shinick                | 18 lutego 2018       | 26 marca 2018                 |

### Sezon 2 (2018–2019)
| №  | Nr | Tytuł                             | Tytuł polski                     | Reżyseria              | Scenariusz               | Premiera (Disney XD) | Premiera w Polsce (Disney XD) |
| -- | -- | --------------------------------- | -------------------------------- | ---------------------- | ------------------------ | -------------------- | ----------------------------- |
| 27 | 1  | How I Thwipped My Summer Vacation | Wymarzone wakacje                | Dan Duncan             | Kevin Burke, Chris Wyatt | 18 czerwca 2018      | 10 listopada 2018             |
| 28 | 2  | Take Two                          | Drugie podejście                 | Sol Choi               | Kevin Burke, Chris Wyatt | 18 czerwca 2018      | 11 listopada 2018             |
| 29 | 3  | Between an Ock and a Hard Place   | Między Ockiem a kowadłem         | Dan Duncan             | Kevin Burke, Chris Wyatt | 25 czerwca 2018      | 17 listopada 2018             |
| 30 | 4  | Rise Above It All                 | Wznieść się ponad wszystko       | Sol Choi               | Mark Hoffmeier           | 2 lipca 2018         | 18 listopada 2018             |
| 31 | 5  | School of Hard Knocks             | Trudna szkoła                    | Dan Duncan             | Josh Haber               | 9 lipca 2018         | 24 listopada 2018             |
| 32 | 6  | Dead Man’s Party                  | Impreza skazańca                 | Sol Choi               | Jacob Semahn             | 16 lipca 2018        | 25 listopada 2018             |
| 33 | 7  | Venom Returns                     | Powrót Venoma                    | Dan Duncan             | Kevin Burke, Chris Wyatt | 23 lipca 2018        | 1 grudnia 2018                |
| 34 | 8  | Bring on the Bad Guys, Part 1     | Wysyp złoczyńców, część pierwsza | Sol Choi               | J.M. DeMatteis           | 30 lipca 2018        | 2 grudnia 2018                |
| 35 | 9  | Bring on the Bad Guys, Part 2     | Wysyp złoczyńców, część druga    | Dan Duncan             | Jacob Semahn             | 30 lipca 2018        | 8 grudnia 2018                |
| 36 | 10 | Bring on the Bad Guys, Part 3     | Wysyp złoczyńców, część trzecia  | Sol Choi               | Gavin Hignight           | 6 sierpnia 2018      | 9 grudnia 2018                |
| 37 | 11 | Bring on the Bad Guys, Part 4     | Wysyp złoczyńców, część czwarta  | Dan Duncan             | Jennifer Muro            | 6 sierpnia 2018      | 9 grudnia 2018                |
| 38 | 12 | Brain Drain                       | Drenaż mózgu                     | Sol Choi               | Jacob Semahn             | 13 sierpnia 2018     | 21 października 2019          |
| 39 | 13 | The Living Brain                  | Żyjący Mózg                      | Dan Duncan             | Kevin Burke, Chris Wyatt | 13 sierpnia 2018     | 22 października 2019          |
| 40 | 14 | The Day Without Spider-Man        | Dzień bez Spider-Mana            | Sol Choi               | Danielle Wolff           | 8 września 2019      | 23 października 2019          |
| 41 | 15 | My Own Worst Enemy                | Mój własny najgorszy wróg        | Dan Duncan             | Kevin Burke, Chris Wyatt | 15 września 2019     | 24 października 2019          |
| 42 | 16 | Critical Update                   | Aktualizacja krytyczna           | Sol Choi               | Grant Moran              | 22 września 2019     | 25 października 2019          |
| 43 | 17 | A Troubled Mind                   | Niespokojny umysł                | Dan Duncan             | Jacob Semahn             | 29 września 2019     | 28 października 2019          |
| 44 | 18 | Cloak and Dagger                  | Płaszcz i Sztylet                | Sol Choi               | Jacob Semahn             | 6 października 2019  | 29 października 2019          |
| 45 | 19 | Superior                          | Najlepszy                        | Dan Duncan, Eric Elrod | Kevin Burke, Chris Wyatt | 13 października 2019 | 30 października 2019          |
| 46 | 20 | Brand New Day                     | Zupełnie nowy dzień              | Sol Choi               | Liza Palmer              | 20 października 2019 | 20 stycznia 2020              |
| 47 | 21 | The Cellar                        | Piwnica                          | Eric Elrod             | Shannon Eric Denton      | 27 października 2019 | 21 stycznia 2020              |
| 48 | 22 | The Road to Goblin War            | Przeddzień wojny goblinów        | Sol Choi               | J.M. DeMatteis           | 3 listopada 2019     | 22 stycznia 2020              |
| 49 | 23 | Goblin War, Part 1                | Wojna goblinów, część pierwsza   | Eric Elrod             | Gavin Hignight           | 10 listopada 2019    | 23 stycznia 2020              |
| 50 | 24 | Goblin War, Part 2                | Wojna goblinów, część druga      | Sol Choi               | Jacob Semahn             | 17 listopada 2019    | 24 stycznia 2020              |
| 51 | 25 | Goblin War, Part 3                | Wojna goblinów, część trzecia    | Eric Elrod             | Kevin Burke, Chris Wyatt | 24 listopada 2019    | 27 stycznia 2020              |
| 52 | 26 | Goblin War, Part 4                | Wojna goblinów, część czwarta    | Sol Choi               | Kevin Burke, Chris Wyatt | 1 grudnia 2019       | 28 stycznia 2020              |

### Sezon 3: Maksimum Venoma (2020)
| №  | Nr | Tytuł                       | Tytuł polski                      | Reżyseria            | Scenariusz                   | Premiera (Disney XD) | Premiera w Polsce (Disney XD) |
| -- | -- | --------------------------- | --------------------------------- | -------------------- | ---------------------------- | -------------------- | ----------------------------- |
| 53 | 1  | Web of Venom, Part 1        | Sieć Venoma, część pierwsza       | Tim Eldred, Sol Choi | Kevin Burke, Chris Wyatt     | 19 kwietnia 2020     | 23 listopada 2020             |
| 54 | 2  | Web of Venom, Part 2        | Sieć Venoma, część druga          | Tim Eldred, Sol Choi | Kevin Burke, Chris Wyatt     | 19 kwietnia 2020     | 24 listopada 2020             |
| 55 | 3  | Amazing Friends, Part 1     | Super przyjaciele, część pierwsza | Tim Eldred, Sol Choi | Merrill Hagan, Denise Downer | 17 maja 2020         | 25 listopada 2020             |
| 56 | 4  | Amazing Friends, Part 2     | Super przyjaciele, część druga    | Tim Eldred, Sol Choi | Merrill Hagan, Denise Downer | 17 maja 2020         | 26 listopada 2020             |
| 57 | 5  | Vengeance of Venom, Part 1  | Zemsta Venoma, część pierwsza     | Tim Eldred, Sol Choi | Zach Craley, J.M. DeMatteis  | 21 czerwca 2020      | 27 listopada 2020             |
| 58 | 6  | Vengeance of Venom, Part 2  | Zemsta Venoma, część druga        | Tim Eldred, Sol Choi | Zach Craley, J.M. DeMatteis  | 21 czerwca 2020      | 30 listopada 2020             |
| 59 | 7  | Spider-Man Unmasked, Part 1 | Zdemaskowany, część pierwsza      | Tim Eldred, Sol Choi | Jim Martin, Gavin Hignight   | 16 sierpnia 2020     | 1 grudnia 2020                |
| 60 | 8  | Spider-Man Unmasked, Part 2 | Zdemaskowany, część druga         | Tim Eldred, Sol Choi | Jim Martin, Gavin Hignight   | 16 sierpnia 2020     | 2 grudnia 2020                |
| 61 | 9  | Generations, Part 1         | Pokolenia, część pierwsza         | Tim Eldred, Sol Choi | Marty Isenberg, Mae Catt     | 27 września 2020     | 3 grudnia 2020                |
| 62 | 10 | Generations, Part 2         | Pokolenia, część druga            | Tim Eldred, Sol Choi | Marty Isenberg, Mae Catt     | 27 września 2020     | 4 grudnia 2020                |
| 63 | 11 | Maximum Venom, Part 1       | Maksymalny Venom, część pierwsza  | Tim Eldred, Sol Choi | Kevin Burke, Chris Wyatt     | 25 października 2020 | 7 grudnia 2020                |
| 64 | 12 | Maximum Venom, Part 2       | Maksymalny Venom, część druga     | Tim Eldred, Sol Choi | Kevin Burke, Chris Wyatt     | 25 października 2020 | 8 grudnia 2020                |

### Krótkometrażówki (2017)
| Nr | Tytuł            | Reżyseria  | Scenariusz    | Premiera (Disney XD) |
| -- | ---------------- | ---------- | ------------- | -------------------- |
| 1  | Introduction!    | Dan Duncan | Kevin Shinick | 24 lipca 2017        |
| 2  | Observation!     | Dan Duncan | Kevin Shinick | 25 lipca 2017        |
| 3  | Hypothesis!      | Dan Duncan | Kevin Shinick | 26 lipca 2017        |
| 4  | Prediction!      | Dan Duncan | Kevin Shinick | 27 lipca 2017        |
| 5  | Experimentation! | Dan Duncan | Kevin Shinick | 28 lipca 2017        |
| 6  | Conclusion!      | Dan Duncan | Kevin Shinick | 29 lipca 2017        |

## Produkcja
W październiku 2016 roku poinformowano, że Marvel Animation pracuje nad nowym serialem animowanym o Spider-Manie, który ma zastąpić dotychczasową produkcję, Mega Spider-Man, emitowaną na Disney XD. Ujawniono, że nowy serial, Marvel’s Spider-Man zadebiutuje w 2017 roku. Producentami wykonawczymi zostali Alan Fine, Dan Buckley, Joe Quesada, Eric Radomski, Jeph Loeb i Cort Lane. Muzykę do serialu skomponował Kevin Manthei.
W połowie lipca 2017 roku ujawniono, że głosów postaciom w serialu użyczą: Robbie Daymond jako Peter Parker / Spider-Man, Max Mittleman jako Harry Osborn, Nadji Jeter jako Miles Morales, Melanie Minichino jako Anya Corazon, Fred Tatasciore jako Max Modell, Laura Bailey jako Gwen Stacy, Nancy Linari jako May Parker, Patton Oswalt jako Ben Parker, Scott Menville jako Otto Octavius / Doctor Octopus, John DiMaggio jako Raymond Warren / Szakal, Alastair Duncan jako Adrian Toomes / Sęp oraz Quesada jako właściciel kawiarni o imieniu Joe.
W styczniu 2018 roku został zamówiony drugi sezon. W maju 2019 roku poinformowano, że Disney XD zamówiło trzeci sezon serialu zatytułowany Maximum Venom z premierą na wiosnę 2020 roku. W październiku ujawniono, że w drugim sezonie gościnnie głosów użyczą Aubrey Joseph jako Tyrone Johnson / Płaszcz i Olivia Holt jako Tandy Bowen / Sztylet, powtarzając swoje role z fabularnego serialu Cloak & Dagger.

## Odbiór

### Krytyka w mediach
Mike Cecchini z Den of Geek napisał, że „Spider-Man to naprawdę miła niespodzianka. Jest po prostu wystarczająco inny od tego, co było wcześniej, zwłaszcza dzięki stylowi wizualnemu i ponownemu skupieniu się na Peterze i jego życiu w szkole średniej”. Ocenił również, że jest to najlepszy serial animowany o Spider-Manie, jaki powstał od wielu lat. Dave Trumbore z portalu Collider stwierdził, że „nowa seria Disney XD, Spider-Man, to odważny, innowacyjny ruch, skupiający historię Petera Parkera wokół podejścia naukowego, który opłaca się w fantastyczny sposób”. Bipasha Bhatia z CBR.com umieściła serial na 7. miejscu z 11. wśród seriali animowanych o tym superbohaterze i napisała, że „Spider-Man jest bardzo dobry, ponieważ ma sprawnie wyważone stare i nowe elementy”. Kevin Yeoman ze Sreen Rant zachwalał powrót do korzeni jeżeli chodzi o historię Spider-Mana. Amy Ratcliffe z IGN stwierdziła, że „Spider-Man zapewnia solidną równowagę między znanym a nowym, podkreślając cechy i znaki rozpoznawcze Spider-Mana, przeskakując przez dobrze wydeptane terytorium, jak ukazanie genezy bohatera”.

### Nominacje
| Rok  | Ceremonia           | Kategoria                           | Nominowani | Rezultat  | Przypis |
| ---- | ------------------- | ----------------------------------- | ---------- | --------- | ------- |
| 2018 | Daytime Emmy Awards | Najlepsza edycja dźwięku w animacji | Spider-Man | Nominacja | [ 143 ] |